# Dumitru Niculescu
Dumitru Niculescu (n. 22 octombrie 1962

) este un deputat român, ales în 2012 din partea grupului parlamentar Democrat și Popular.
Pe 9 decembrie 2014 a trecut în deputați neafiliați, apoi s-a mutat în grupul parlamentar al Partidului Social Democrat (pe data de 25 mai 2015).